# Agesilaüs I van Sparta
Agesilaüs I van Sparta (Oudgrieks Ἀγησίλαος / Agesílaos) was een zoon van Doryssus en zesde koning van Sparta van de Agiaden, zonder Aristodemus mee te tellen, aldus Apollodorus. Hij zou vierenveertig jaar geregeerd hebben en stierf in 886 v.Chr. Pausanias meent dat zijn regering kort was, maar samenviel met de legislatie van Lycurgus (Paus., III 2 § 3; H.F. Clinton, Fasti Hellenici, the Civil and Literary Chronology of Greece from the 55th to the 124th Olympiad, I, Oxford, 1824, p. 335.)

## Referentie
- A.H. Clough, art. Agesilaus I, in W. Smith (ed.), A dictionary of Greek and Roman biography and mythology, I, Boston, 1867, p. 69.